# Profilni projektor
Profilni projektor je mjerni instrument koji služi za provjeru točnosti malih i složenih oblika proizvoda, na primjer u alatničarstvu pri izradi profilnih tokarskih noževa. Profilni projektor projicira uvećanu sliku (sjenu) proizvoda na projekcionu plohu i uspoređuje s uvećanim crtežom na transparentnom papiru (paus papir). Povećanje se kreće od 10 do 100 puta.